# Macrotrachela obtusa
Macrotrachela obtusa is een raderdiertjessoort uit de familie Philodinidae. De wetenschappelijke naam van deze soort is voor het eerst geldig gepubliceerd in 1966 door Haigh.